# 725 (szám)
A 725 (római számmal: DCCXXV) egy természetes szám.

## A szám a matematikában
A tízes számrendszerbeli 725-ös a kettes számrendszerben 1011010101, a nyolcas számrendszerben 1325, a tizenhatos számrendszerben 2D5 alakban írható fel.
A 725 páratlan szám, összetett szám, kanonikus alakban az 52 · 291 szorzattal, normálalakban a 7,25 · 102 szorzattal írható fel. Hat osztója van a természetes számok halmazán, ezek növekvő sorrendben: 1, 5, 25, 29, 145 és 725.
A 725 négyzete 525 625, köbe 381 078 125, négyzetgyöke 26,92582, köbgyöke 8,98351, reciproka 0,0013793. A 725 egység sugarú kör kerülete 4555,30935 egység, területe 1 651 299,639 területegység; a 725 egység sugarú gömb térfogata 1 596 256 317,3 térfogategység.